# Mundatwald

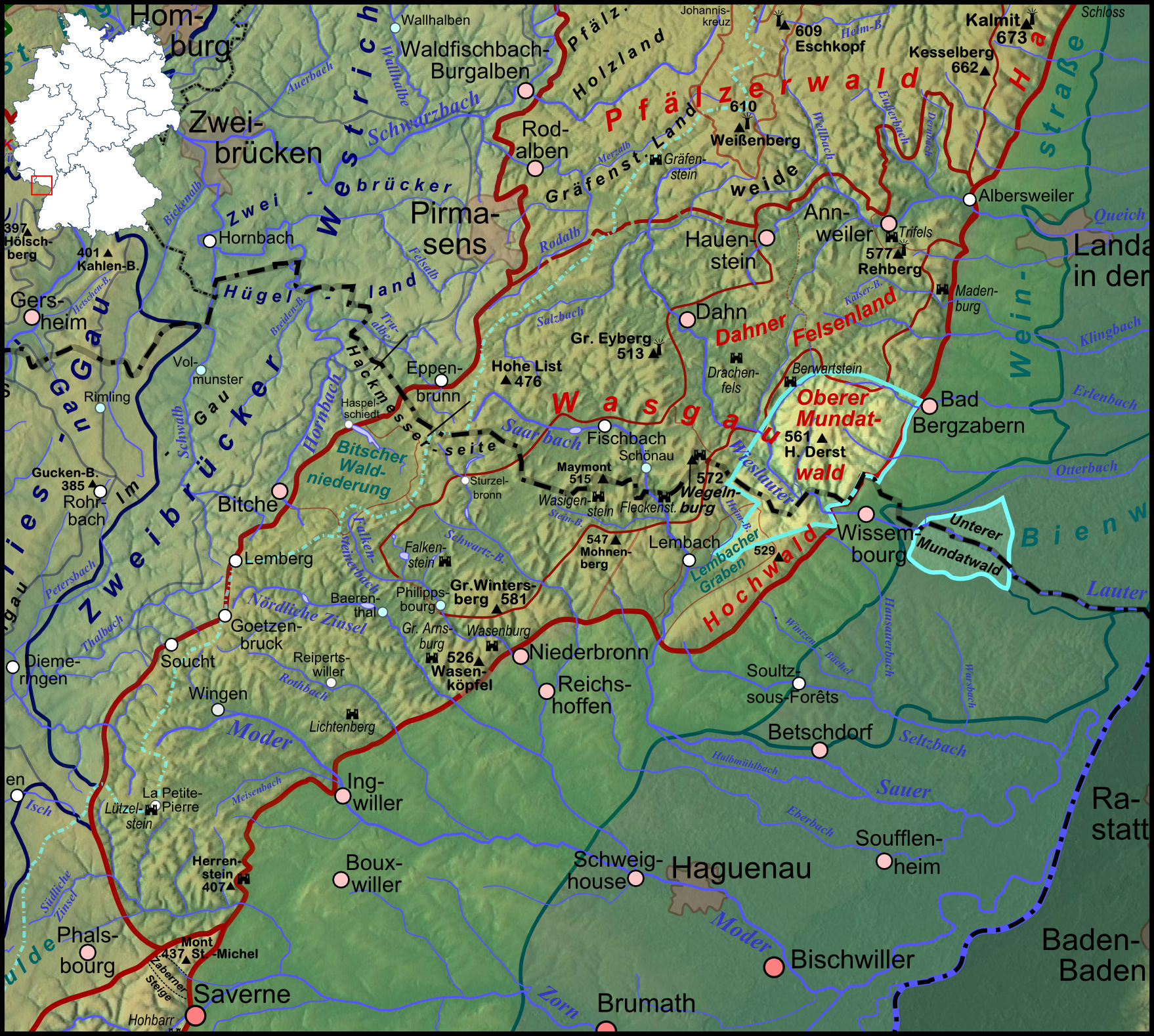
Oberer (im Gebirge) und Unterer Mundatwald (in der Ebene)

Der Obere und der Untere Mundatwald sind zwei pfälzisch-elsässische Waldgebiete, die an der deutsch-französischen Grenze in der unmittelbaren Umgebung der französischen Kleinstadt Wissembourg (deutsch Weißenburg) liegen; die größeren Anteile befinden sich in Deutschland. Die beiden Waldgebiete gehören zu verschiedenen Naturräumen; der Obere Mundatwald ist Teil des Pfälzerwalds, eines Mittelgebirges, der Untere Mundatwald Teil der Oberrheinischen Tiefebene.
Im Mittelalter zählten beide Waldgebiete zur Weißenburger Mundat (manchmal auch Untere Mundat genannt), den mit kirchlicher Immunität ausgestatteten Ländereien des damaligen Benediktinerklosters Weißenburg. Das Wort Mundat leitet man gewöhnlich von Immunität oder mandatum her.
Die Weißenburger Mundat im Grenzbereich von Unterelsass und Südpfalz wird auch als Untere Mundat bezeichnet zur Unterscheidung von der etwa 80 Kilometer südlich (rheinaufwärts) gelegenen Oberen Mundat bei Rouffach im Oberelsass; nur der einst ähnliche rechtliche Status verbindet die beiden Namen. Der Obere Mundatwald befindet sich demnach ebenso wie der Untere Mundatwald in der Unteren Mundat.

## Geographie

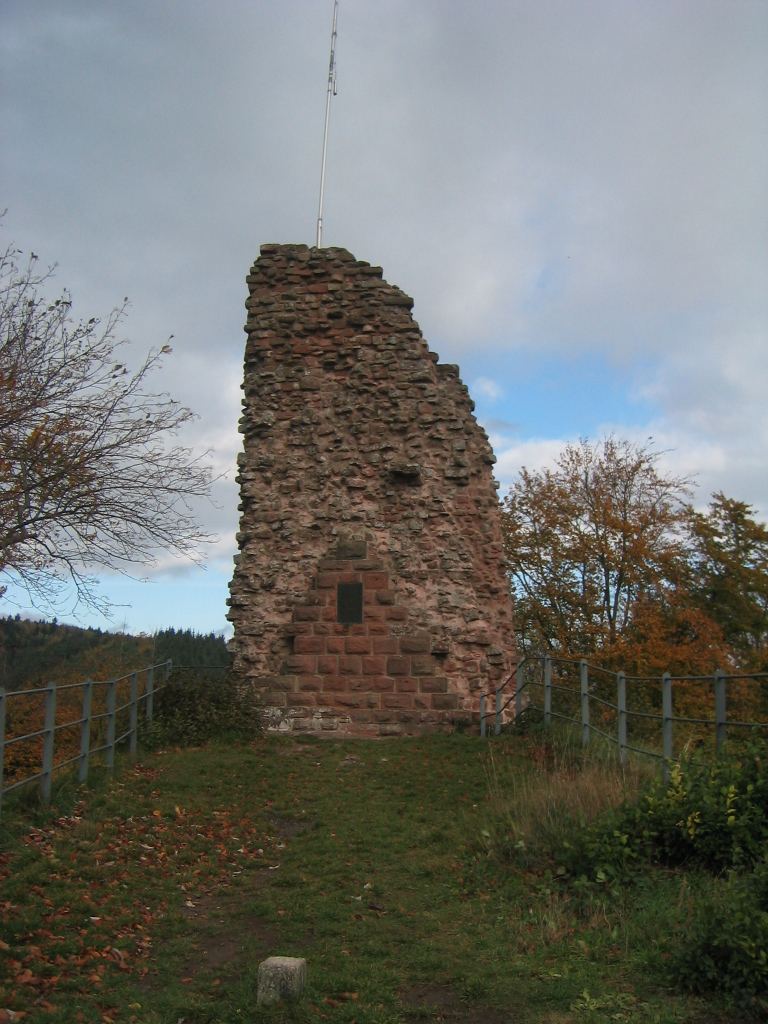
Burg Guttenberg im Oberen Mundatwald

### Oberer Mundatwald
Der Obere Mundatwald misst etwa 40 km² und ist geographisch Teil des Wasgaus. Das Gebiet erstreckt sich am Flüsschen Lauter (am Oberlauf Wieslauter) nördlich und westlich von Wissembourg, also am Fluss oberhalb. Seine höchste Erhebung ist mit 561 m die zentral beim Weiler Reisdorf gelegene Hohe Derst, benachbart ist der Schloßberg mit der Ruine der Burg Guttenberg. Der Obere Mundatwald gehört zum grenzüberschreitenden Biosphärenreservat Pfälzerwald-Vosges du Nord.

### Unterer Mundatwald
Der Untere Mundatwald besitzt eine Fläche von knapp 20 km² und ist geographisch Teil des Bienwalds. Der Wald liegt ebenfalls an der Lauter, aber östlich von Wissembourg und damit am Fluss unterhalb, in der südpfälzischen Rheinebene. Seine höchste Erhebung ist ein 141 m hoher Hügel im Südwesten.

## Geschichte

### Weißenburger Mundat

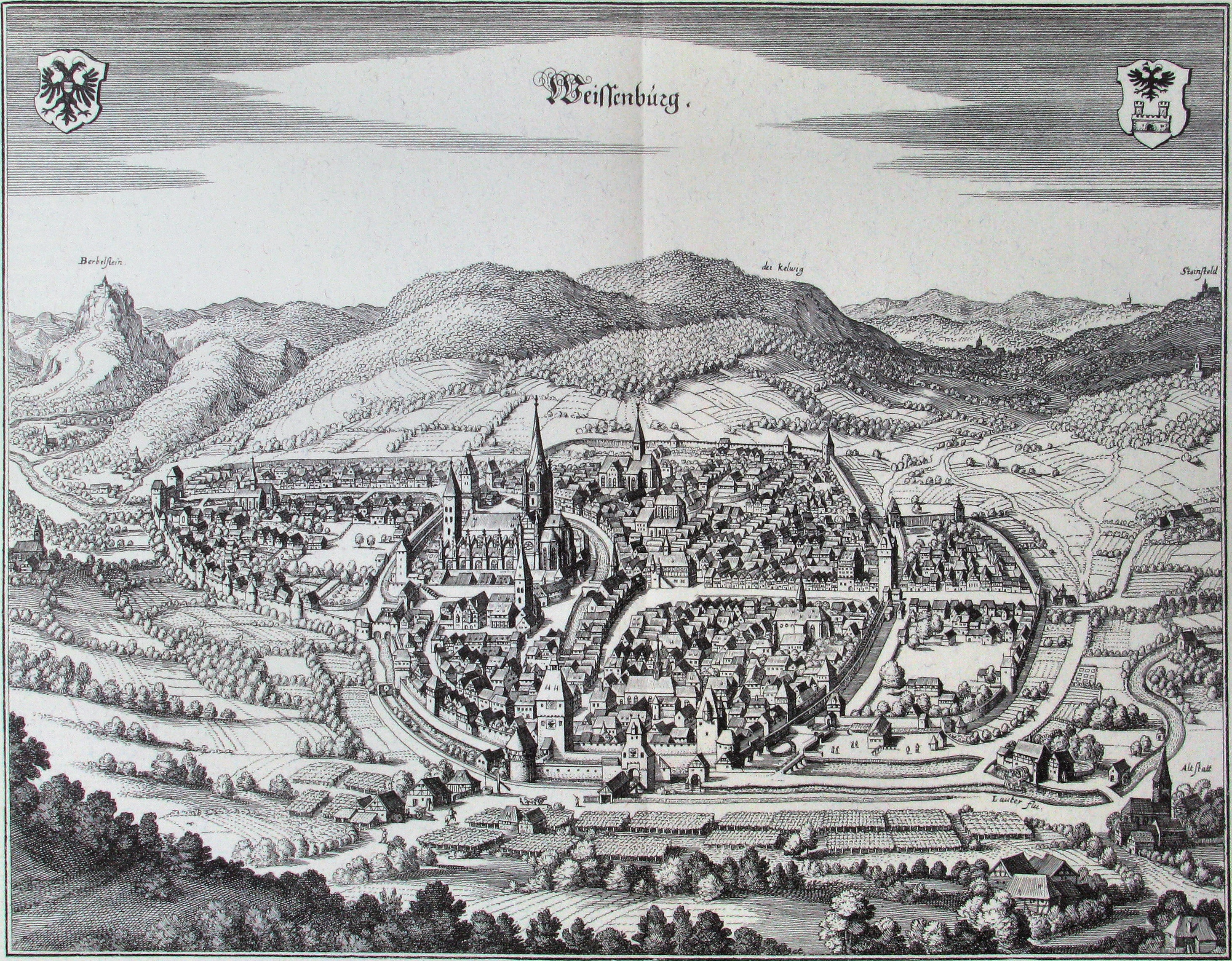
Weißenburg auf einem Stich aus dem 17. Jahrhundert

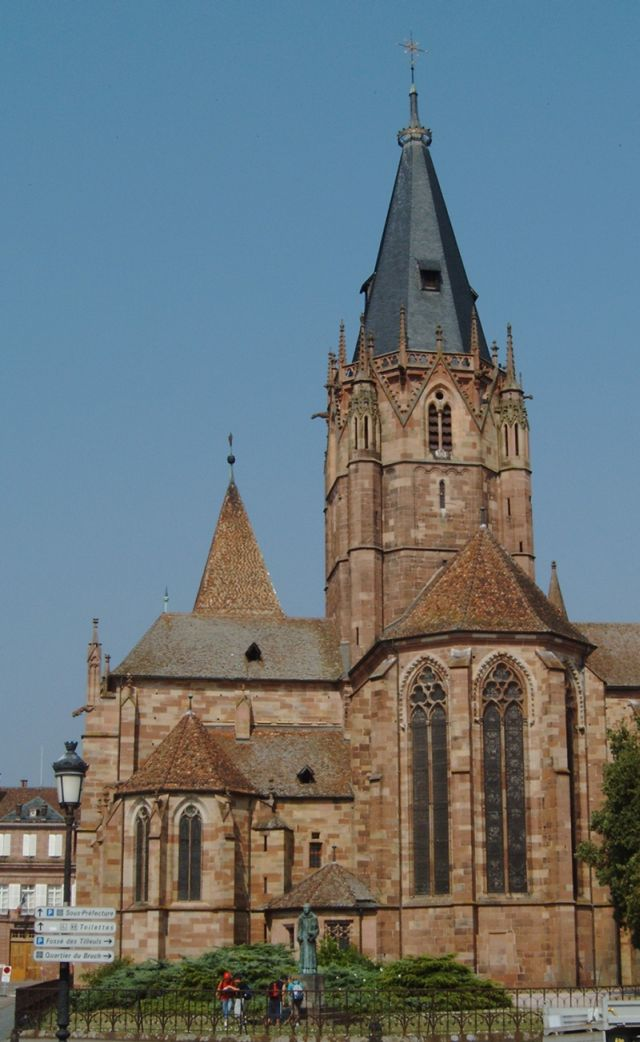
Klösterliche Stiftskirche St. Peter und Paul

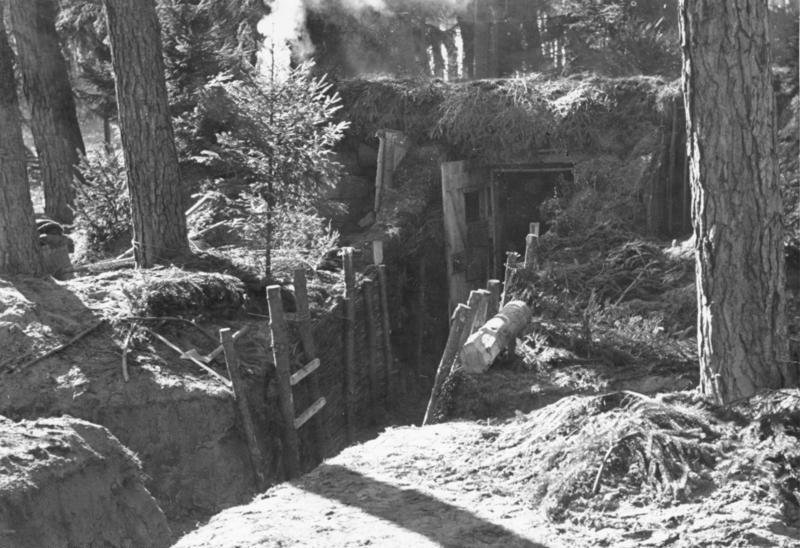
Westwall: Getarntes Blockhaus im Unteren Mundatwald (1940, Bundesarchiv)

Der Obere und Untere Mundatwald sind die letzten größeren Waldgebiete der Weißenburger Mundat, wie der Grundbesitz des vom 7. bis 16. Jahrhundert bestehenden Klosters Weißenburg früher genannt wurde.
Am Ort des heutigen Wissembourg befand sich zunächst nur das um die Mitte des 7. Jahrhunderts gegründete Kloster Weißenburg, das ab dem 8. Jahrhundert ein Benediktinerkloster war. Im Jahr 760 gewährte Pippin, der Vater Karls des Großen, dem Kloster und seinen Ländereien kirchliche Immunität.
Diese Ländereien, die Mundat, maßen etwa 20 km × 16 km und schlossen die Dörfer Altenstadt (heute ein Ortsteil von Wissembourg), Schleithal, Oberseebach, Steinseltz, Oberhoffen, Cleebourg, Rott, Weiler (heute ein Ortsteil von Wissembourg), Sankt Germanshof, Bobenthal, Schlettenbach, Finsternheim, Bärenbach, Schweigen und Rechtenbach, Schweighofen, Kapsweyer sowie Steinfeld mit ein. Der Mundatwald war in karolingischer Zeit als die Sylva immunita bekannt. Im Jahr 974 erlangte das Kloster Weißenburg den Status einer Reichsabtei, das heißt, das Kloster war reichsunmittelbar und der Abt ein Reichsprälat.
Im Jahr 1524 wurde das schwer verschuldete Kloster von Papst Clemens VII. in ein Stift umgewandelt. Ab 1546 unterstand es dem Hochstift Speyer. Die Waldgebiete blieben bis zur Säkularisation nach der Französischen Revolution im Kirchenbesitz.
Als nach der Ära Napoleons 1815 im Frieden von Paris die Grenze zwischen Frankreich und der nun bayerischen Pfalz festgelegt wurde, fiel das gesamte Gebiet nördlich der Wieslauter an das Königreich Bayern, nur Wissembourg blieb insgesamt französisch. Heute ist die deutsch-französische Grenze in diesem Gebiet unverändert, allerdings war das Elsass zwischenzeitlich zweimal deutsch, nämlich in der Zeit zwischen dem Deutsch-Französischen Krieg 1870/71 und dem Ende des Ersten Weltkriegs sowie in der Zeit zwischen dem Westfeldzug 1940 und der Kapitulation 1945.
Eine Besonderheit gab es bei den privatrechtlichen Eigentumsverhältnissen. Infolge des Pariser Friedensvertrages war die Stadt Wissembourg Miteigentümerin von 30 km² Wald auf der deutschen Seite der Grenze, und zwar zu gleichen Teilen mit dem bayerischen Staat. Ebenso teilte sie sich 20 km² Wald auf der französischen Seite mit dem französischen Staat. Diese Situation wurde durch Landtausch in den 1930er Jahren bereinigt, kriegsbedingt allerdings teilweise erst durch einen 1959 unterzeichneten Vertrag, der auf 1938 zurückdatiert wurde.
Der zwischen 1938 und 1940 in der Zeit des Nationalsozialismus gebaute deutsche Westwall verlief auch – nördlich parallel zur deutsch-französischen Grenze – im Bereich des Oberen und des Unteren Mundatwalds.

### Nach dem Zweiten Weltkrieg
Im Jahr 1946 übernahm die französische Besatzungsbehörde ein Gebiet von 7 km² im deutschen Teil des Oberen Mundatwalds. Es wurde verwaltungstechnisch in das französische Staatsgebiet eingegliedert. Ziel war die Sicherstellung der Wasserversorgung für Wissembourg. Rechtlich abgesichert wurde dies durch Art. 1 Nr. 4 der Verordnung Nr. 212 über Grenzberichtigungen vom 23. April 1949, in der General Kœnig, Chef des Französischen Oberkommandos in Deutschland, verschiedene vorläufige Änderungen der deutschen Westgrenze anordnete. Frankreich übernahm durch diese Verordnung vorübergehend die Gebietshoheit. Die territoriale Souveränität Deutschlands über das Gebiet des Mundatswalds bestand zwar weiterhin, die Ausübung der deutschen Hoheitsgewalt war dort jedoch ausgeschlossen (sogenannte Verwaltungszession). Ursprünglich schloss das fragliche Gebiet den Weiler Sankt Germanshof mit ein, aber eine Korrektur am 9. September 1949 stellte sicher, dass nur unbewohntes Land betroffen war. Eine förmliche Annexion, also die dauerhafte Übertragung der territorialen Souveränität an Frankreich, war anfangs anscheinend geplant, sie wurde jedoch nie ausgeführt.
Nach Verhandlungen über den Status des Gebiets wurde es 1962 in einen Vertrag aufgenommen, der verschiedene Grenzfragen zwischen den beiden Ländern im Paket lösen sollte. Der Vertrag hätte das gesamte Gebiet französisch gemacht, aber da ihn der Deutsche Bundestag, anders als die Französische Nationalversammlung, nicht ratifizierte, trat er nicht in Kraft.
1984 wurde eine endgültige Übereinkunft erzielt, welche im Wesentlichen darin bestand, die Verwaltungshoheit und den zivilrechtlichen Grundbesitz für ein und dasselbe Territorium miteinander auszutauschen. In einem Notenwechsel zwischen den beiden Regierungen erklärte sich Frankreich mit einer Aufhebung der Verordnung Nr. 212 einverstanden; im Gegenzug verpflichtete sich die Bundesrepublik Deutschland, die Französische Republik als Grundbesitzerin des staatlichen Lands im fraglichen Gebiet (mit Ausnahme der Burgruine Guttenberg) ins Grundbuch einzutragen. Frankreich erhielt zudem die unbefristeten Holz-, Jagd- und Wasserrechte für das Gebiet und Ausgleichsgrundstücke als Ersatz für Privatbesitz aus der Zeit vor 1949 sowie für das Gelände der Burg. Mit Zustimmung der drei maßgeblichen Mächte Frankreich, Großbritannien und USA konnte 1986 der Bundestag die Verordnung Nr. 212 für aufgehoben erklären. Seitdem ist der Obere Mundatwald wieder uneingeschränkt deutsches Hoheitsgebiet. Mit Übertragung der Grundstücksrechte an Frankreich nach den deutschen Vorschriften wurde das Verfahren 1990 abgeschlossen.
Während die Staaten bestrebt waren, die Situation zu bereinigen, gab es erheblichen Protest von verschiedenen Bundesbürgern, die Lösungen mit einer Anerkennung französischer Ansprüche ablehnten. 1988 schlug ein pensionierter Notar dem Amtsgericht Landau in der Pfalz vor, ihn als Pfleger einzusetzen, der die Interessen des Deutschen Reichs gegen die Bundesrepublik Deutschland vertreten sollte. Da das fragliche Gebiet schon unter französischer Verwaltung stand, als 1949 das Grundgesetz proklamiert wurde, war dort nach seiner Meinung noch immer die Weimarer Verfassung in Kraft. Das Amtsgericht kam dieser Anregung nach, aber die Entscheidung wurde nach einer Beschwerde der Bundesregierung von der nächsthöheren Instanz korrigiert, da es keinen Grund zum Zweifel daran gebe, dass das fragliche Gebiet Teil des Landes Rheinland-Pfalz sei.
Mittlerweile bestätigte die Justiz, dass sich auch französische Bürger, welche die Jagd im Oberen Mundatwald vom französischen Staat pachten, an die deutschen Richtlinien für die Wildfütterung halten müssen.